# Johanns Dulcien
Johanns Alexander Dulcien Neira (n. Tocopilla, Chile, 26 de marzo de 1991) es un futbolista chileno. 

## Trayectoria
Surgido de las divisiones inferiores de Colo-Colo, quien fue descubierto el año 2005 en Tocopilla por los profesores Jaime Vera y Juan Gutiérrez.
En el verano del 2009 se fue a probar a Italia, para el club Fiorentina , en el cual a pesar de su buena actuación y demostrar una gran técnica, no fue reclutado.
Debutó en Primera División el día 25 de abril de 2009 en el empate del club Colo-Colo 2-2 contra Huachipato.
En el segundo semestre de 2011 es enviado a préstamo a Naval de Talcahuano. En la temporada siguiente pasa a Deportes Melipilla de la Segunda División.

## Clubes
| Club                | País     | Año         |
| ------------------- | -------- | ----------- |
| Colo-Colo           | Chile    | 2009 - 2010 |
| Unión San Felipe    | Chile    | 2010        |
| Colo-Colo           | Chile    | 2011        |
| Naval de Talcahuano | Chile    | 2011        |
| Deportes Melipilla  | Chile    | 2012        |
| San Antonio Unido   | Chile    | 2013 - 2016 |
| Sahab SC            | Jordania | 2017        |
| Deportes Pintana    | Chile    | 2017        |

## Estadísticas
- Actualizado al último partido disputado: 14 de diciembre de 2016.

| Club                       | Div.             | Temporada        | Liga     | Liga  | Copas nacionales(1) | Copas nacionales(1) | Torneos internacionales(2) | Torneos internacionales(2) | Total    | Total |  |  |  |  |
| Club                       | Div.             | Temporada        | Partidos | Goles | Partidos            | Goles               | Partidos                   | Goles                      | Partidos | Goles |  |  |  |  |
| Colo-Colo · Chile          |                  |                  |          |       |                     |                     |                            |                            |          |       |  |  |  |  |
| 1.ª                        | 2009             | 2                | 0        | -     | -                   | -                   | -                          | 2                          | 0        |       |  |  |  |  |
| 1.ª                        | 2010             | -                | -        | -     | -                   | -                   | -                          | 0                          | 0        |       |  |  |  |  |
| 1.ª                        | 2011             | -                | -        | -     | -                   | -                   | -                          | 0                          | 0        |       |  |  |  |  |
| Total club                 | Total club       | 2                | 0        | 0     | 0                   | 0                   | 0                          | 2                          | 0        |       |  |  |  |  |
| Naval · Chile              |                  |                  |          |       |                     |                     |                            |                            |          |       |  |  |  |  |
| 2.ª                        | 2011             | 1                | 0        | -     | -                   | -                   | -                          | 1                          | 0        |       |  |  |  |  |
| Total club                 | Total club       | 1                | 0        | 0     | 0                   | 0                   | 0                          | 1                          | 0        |       |  |  |  |  |
| Deportes Melipilla · Chile |                  |                  |          |       |                     |                     |                            |                            |          |       |  |  |  |  |
| 3.ª                        | 2012             | 25               | 3        | -     | -                   | -                   | -                          | 25                         | 3        |       |  |  |  |  |
| Total club                 | Total club       | 25               | 3        | 0     | 0                   | 0                   | 0                          | 25                         | 3        |       |  |  |  |  |
| San Antonio Unido · Chile  |                  |                  |          |       |                     |                     |                            |                            |          |       |  |  |  |  |
| 3.ª                        | 2013             | 20               | 7        | -     | -                   | -                   | -                          | 20                         | 7        |       |  |  |  |  |
| 3.ª                        | 2013/14          | 22               | 18       | -     | -                   | -                   | -                          | 22                         | 18       |       |  |  |  |  |
| 3.ª                        | 2014/15          | 20               | 5        | -     | -                   | -                   | -                          | 20                         | 5        |       |  |  |  |  |
| 3.ª                        | 2015/16          | 28               | 6        | -     | -                   | -                   | -                          | 28                         | 6        |       |  |  |  |  |
| Total club                 | Total club       | 90               | 36       | 0     | 0                   | 0                   | 0                          | 90                         | 36       |       |  |  |  |  |
| Total en carrera           | Total en carrera | Total en carrera | 118      | 39    | 0                   | 0                   | 0                          | 0                          | 118      | 39    |  |  |  |  |
|                            |                  |                  |          |       |                     |                     |                            |                            |          |       |  |  |  |  |

## Palmarés

### Campeonatos nacionales
| Título           | Club      | País  | Año    |
| ---------------- | --------- | ----- | ------ |
| Primera División | Colo-Colo | Chile | 2009-C |

- Datos: Q6217214